# Peromyscus winkelmanni
Peromyscus winkelmanni és una espècie de mamífer rosegador de la família dels cricètids. Viu a les parts més humides dels vessants occidentals de la Sierra de Coalcomán i la Sierra Madre del Sur (Mèxic). El seu hàbitat natural són els boscos de roures i pins. Està amenaçada per la tala d'arbres.
L'espècie fou anomenada en honor del biòleg estatunidenc John R. Winkelmann.